# Roman Janta-Połczyński (1891–1984)
Roman Mieczysław Janta-Połczyński (ur. 14 grudnia 1891 w Żabiczynie, zm. 22 marca 1984 w Sopocie) – ziemianin, dyplomata, działacz społeczny, pamiętnikarz.

## Życiorys
Urodzony 14 grudnia 1891 r. w majątku rodzinnym w Żabiczynie (pow. Wągrowiec) w rodzinie ziemiańskiej jako syn Romana Teodora Stanisława, herbu Bończa, i Anny ze Słupów Wałdowskich, wykształcenie podstawowe zdobył w domu, od 1901 r. był uczniem gimnazjum realnego w Bydgoszczy, które ukończył w 1910 r. W gimnazjum był członkiem tajnego koła filomatów im. Tomasza Zana. Po maturze podjął studia rolnicze w Krakowie na Uniwersytecie Jagiellońskim, po roku odbył praktykę rolniczą w Wielkopolsce, a następnie przeniósł się na politechnikę w Monachium, gdzie równolegle studiował ekonomię na uniwersytecie. Od 1915 r. studiował w Wyższej Szkole Handlowej w Lozannie, a potem w Wyższej Szkole Nauk Społecznych przy Wydziale Prawa uniwersytetu w Lozannie. Z obu fakultetów uzyskał dyplom magistra i rozpoczął studia doktoranckie z geografii ekonomicznej. Na wieść o wybuchu powstania wielkopolskiego przerwał studia i wyjechał do Poznania, gdzie został cenzorem radiostacji poznańskiej (mianowanym przez Komisariat Naczelnej Rady Ludowej). W lutym 1920 r. otrzymał nɑminację na naczelnika Wydziału Politycznego w Ministerstwie Byłej Dzielnicy Pruskiej, a w kwietniu tego roku został sekretarzem Poselstwa RP w Berlinie. 1 lipca 1920 r. został na własną prośbę skierowany do Komisariatu Generalnego RP w Wolnym Mieście Gdańsku. W 1922 r. uczestniczył jako generalny sekretarz w rokowaniach polsko-niemieckich w Dreźnie. Z dniem 31 grudnia 1923 r. zrezygnował z pracy w dyplomacji i zajął się działalnością gospodarcza i społeczną.
Jako dziedzic dóbr w Żabiczynie oraz Michorowie i Montkach na Powiślu (po matce) specjalizował się m.in. w produkcji ziemniaka i nasion oleistych. Działał w Wielkopolskim Towarzystwie Kółek Rolniczych i Zarządzie Towarzystwa Ziemian, był prezesem Stowarzyszenia Producentów Nasion Oleistych Polski Zach. i wiceprezesem Związku Stowarzyszeń Producentów Nasion Oleistych RP. W 1939 r. został wysiedlony wraz z rodziną do Generalnego Gubernatorstwa, gdzie pracował jako księgowy w majątku Łaziska, a w latach 1941–1943 jako dyrektor dóbr i zakładów przemysłowych W. Smorczewskiego w Tarnogórze pod Krasnymstawem. Jesienią 1943 r. podjął pracę jako inspektor nasiennictwa warszawskiej firmy R. T. Fijałkowski. Po wojnie z uratowaną częścią dobytku (m.in. kolekcją obrazów i biblioteką) osiadł z rodziną w domu w Sopocie. Po 1945 r. był pracownikiem Państwowego Instytutu Naukowego Gospodarstwa Wiejskiego w Bydgoszczy, w latach 1946–1949 zastępcą dyrektora Delegatury Morskiej Państwowych Nieruchomości Ziemskich w Sopocie, od 1950 r. pracował w Rejonie Północnym Państwowego Zakładu Hodowli Roślin w Gdańsku, od 1959 r. w Instytucie Hodowli Ziemniaka w Gdańsku (jako naczelny hodowca), a od 1963 do emerytury w 1966 r. pełnił tamże funkcję doradcy naukowego. Prowadził działalność naukową i reprezentował Polskę na międzynarodowych konferencjach. Jako emeryt uczestniczył w działalności Zrzeszenia Kaszubsko-Pomorskiego i Towarzystwa Przyjaciół Sopotu (od 1981 r. jako członek honorowy). W latach 1962–1974 był udziałowcem i prezesem Spółki „Bazar Poznański”. Napisał wspomnienia pt. Długie życie wśród światowej zawieruchy. Wspomnienia ziemianina w 20 tomach (wraz z załącznikami).
Został odznaczony Wielkopolskim Krzyżem Powstańczym i Krzyżem Kawalerskim Orderu Odrodzenia Polski (za osiągnięcia w hodowli ziemniaka), a także medalem „Zasłużony Ziemi Gdańskiej”.
Od 1932 r. był żonaty z Marią Kurnatowską (1899-1989), herbu Łodzia, z Gościeszyna nad Obrą, z którą miał dwóch synów: Józefa i Bogdana.
Zmarł 22 marca 1984 r. w Sopocie i został pochowany w grobowcu rodzinnym Janta-Połczyńskich w Dąbrówce k. Tucholi.

## Ordery i odznaczenia
- Krzyż Kawalerski Orderu Odrodzenia Polski
- Wielkopolski Krzyż Powstańczy – 21 lutego 1976[6]